# Althing
52e législature
Alþingishúsið
L'Althing (en islandais : Alþingi) est le parlement monocaméral de l'Islande. Il fut fondé en 930 à Þingvellir (lit. « Plaines du Parlement »). La date de 930 marque le début de la nation islandaise et de l'État libre islandais.
L'Althing est considéré comme le plus ancien parlement d'Europe, voire du monde,. Même après l'union avec la Norvège en 1262, il continua à se réunir jusqu'en 1799. Il est rétabli en 1844 et déplacé à Reykjavik, qui était devenue la capitale de l'Islande. Le parlement siège à l'Alþingishúsið, construit en 1881.
La Constitution de l'Islande dispose que l'Althing est composée de soixante-trois membres élus au suffrage universel direct au scrutin proportionnel plurinominal dans six circonscriptions, qui peuvent éventuellement être portées à sept. De plus, pour qu'un parti politique puisse y être représenté, il doit recueillir plus de 5 % des votes. La durée maximale d'une législature est quatre ans. 

## Histoire

### L'Althing sous l'État libre (930-1262)

#### Établissement de l'Althing (930)

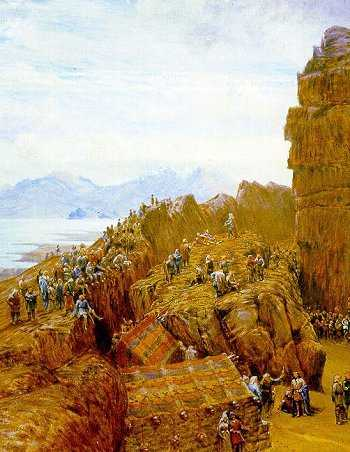
Reconstitution d'une réunion de l'Alþing.

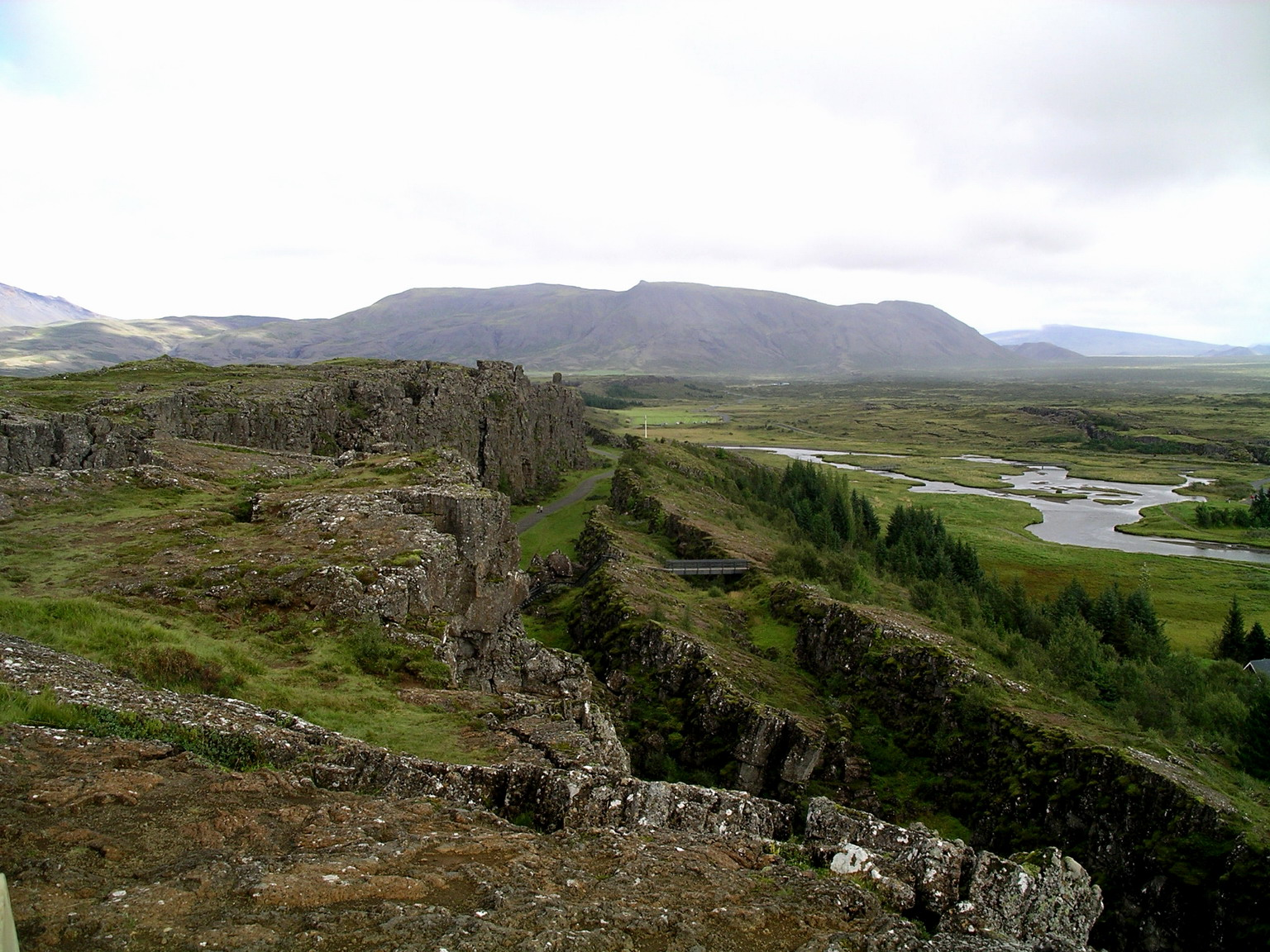
Almannagjá : le lieu de rassemblement de l'Alþing médiéval à Þingvellir.

Vers 920, les chefs islandais réunis à l'assemblée locale (thing) de Kjalarnes envoient Úlfljótr en Norvège pour étudier le code de loi rédigé par le thing de Guli (loi de Gulating). Il adapte ce texte juridique à l’Islande. Une assemblée générale regroupant les hommes libres de toutes les contrées d’Islande (en fait seulement les propriétaires terriens), l'Althing, doit se réunir désormais une fois par an dans la vallée de la Thversá, au sud du lac Öllufsvatn.
Son tout premier président élu pour trois ans, le lögsögumaðr (« celui qui dit la loi »), fut Hrafn Hoengsson. L'Alþing a le pouvoir législatif et judiciaire comme sorte de cour suprême pour l’ensemble de l’Islande. Aucun pouvoir exécutif n’est prévu au niveau national, mais chaque groupement local est soumis à l’autorité d’un goði, chef civil et religieux, qui joue un rôle actif dans le fonctionnement des thing.
L’Althing, qui se réunissait chaque année en juin, durait quinze jours et était l’occasion d’une véritable fête populaire : jeux, danses, combats de chevaux (hestavíg), récitations de poèmes, lecture des sagas.

#### Lögrétta
Le Lögrétta, la section législative de l'assemblée, était son institution la plus puissante. Il comprenait les 39 goðar, en plus de neuf membres additionnels et le lögsögumad. Le lögsögumaður (celui qui dit la loi) occupait la plus haute fonction de l'Alþing. Son rôle consistait à réciter les lois de l'Islande, à l'époque où l'Islande n'avait pas de droit écrit. Il présidait les sessions du Lögrétta et il tranchait les litiges. En tant que section législative de l'Alþing, le Lögrétta prenait position sur les litiges liés à la législation, il adoptait les nouvelles lois et il accordait des dispenses à certaines lois.
L'Althing disposait également d'une fonction judiciaire et il statuait sur conflits. Après que l'île a été divisée en quatre vers 965, une cour de 36 juges (fjórðungsdómur) a été établie pour chacune des quatre régions de l'Islande à l'Althing. Une autre Cour a été établie au XIe siècle. Elle avait le rôle d'une Cour suprême qui examinait les affaires qui n'avait pas été tranchées par les autres cours. Elle comptait 48 juges nommés par les goðar du Lögrétta.

### L'Althing pendant la domination étrangère (1262-1918)

#### Contrôle de la monarchie danoise

##### Abolition de l'assemblée (1800)

###### Haute Cour (1800-1845)
L'Althing a été démantelé par décret royal en 1800. Une Haute Cour, établie par ce même décret et qui se situe à Reykjavik, remplace l'Alþing et reprend les fonctions de la Lögrétta. Les trois juges sont nommés lors d'une première réunion à Hólavallarskóli le 10 août 1801. La Haute Cour devait tenir des sessions régulières et était la plus haute juridiction du pays. Elle a fonctionné jusqu'en 1920, lorsque la Cour suprême d'Islande a été créée.

###### Assemblée consultative (1845-1874)
Un décret royal prévoyant la création d'un nouvel Althing est publié le 8 mars 1843. Des élections ont lieu l'année suivante et l'Assemblée se réunit enfin le 1er juillet 1845. Elle comprend 26 membres siégeant en une chambre unique. Un membre est élu dans chacune des 20 circonscriptions électorales et six sont directement nommés par le roi. Le droit de vote est, suivant le modèle danois, limité aux hommes ayant des moyens considérables et qui ont au moins 25 ans, ce qui correspondait à environ 5 % de la population islandaise. Une session ordinaire durait quatre semaines et pouvait être prolongée si nécessaire. Durant cette période, l'Althing agissait comme un simple organe consultatif pour la couronne danoise. Elle examinait des projets de loi et des membres pouvaient soumettre des questions à discussion. Les propositions adoptées par les membres étaient appelées des pétitions. À travers ce mécanisme, L'Althing parvenait à effectuer un certain nombre d'améliorations à la législation et à l'administration du pays.

#### État autonome islandais (1874-1918)

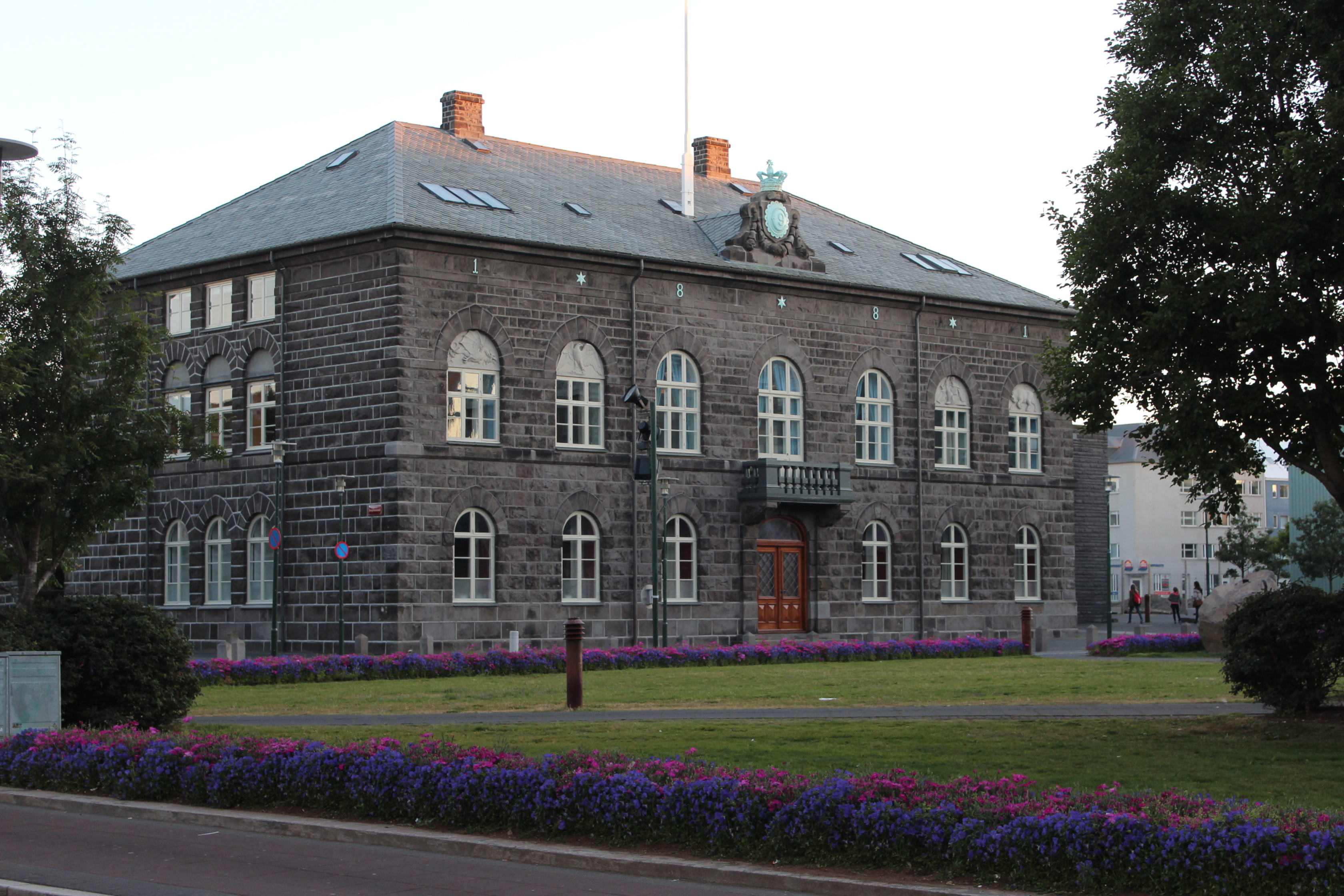
L'Alþingishúsið à Reykjavik qui abrite l'Althing depuis sa construction en 1881.

La Constitution de 1874 a accordé à l'Althing un pouvoir législatif exercé conjointement avec la Couronne danoise en ce qui concerne les affaires internes à l'Islande. Dans le même temps le Trésor public a acquis le pouvoir de lever l'impôt. Le roi conservait un droit de veto sur les lois et souvent, sur les conseils de ses ministres, il refusait de consentir à une loi adoptée par l'Alþing. Le nombre de membres de l'Alþing est passé à 36, 30 d'entre eux étant élus lors d'élections et les 6 autres étant nommés par le Roi. L'Alþing était désormais divisée en une Chambre basse et une Chambre haute. Six membres élus et les 6 membres nommés siégeaient à la Chambre haute, alors que les 24 autres siégeaient à la Chambre basse. De 1874 jusqu'en 1915, des commissions ad hoc étaient mises en place. Après 1915 sept commissions permanentes étaient élues par chacune des chambres. Les sessions ordinaires de l'Alþing étaient convoquées tous les deux ans. Une séance supplémentaire a eu lieu en 1886, et elles devinrent plus fréquentes au début du XXe siècle. L'Alþing s'est réunie à partir de 1881 à l'Alþingishúsið. Le gouverneur général (landshöfðingi) était le plus haut représentant du gouvernement en Islande et était responsable devant le Conseiller pour l'Islande (Íslandsráðgjafi) à Copenhague.
Un amendement à la Constitution de 1874, confirmé le 3 octobre 1903, a accordé aux Islandais un gouvernement, responsable devant l'Alþing. Hannes Hafstein fut nommé Premier ministre le 1er février 1904. En vertu de l'amendement constitutionnel de 1903, le nombre de membres a été augmenté de quatre, pour un total de quarante. Les élections à l'Alþing ont toujours été publiques - les électeurs désignant à haute voix les candidats qu'ils choisissaient. En 1908, le secret du vote fut adopté, avec l'introduction de bulletins sur lesquels les noms des candidats étaient écrits. L'élection se tenait lors d'un seul jour unique pour l'ensemble du pays. Lorsque la Constitution fut modifiée en 1915, les membres nommés par le Roi furent remplacés par six représentants élus par représentation proportionnelle pour l'ensemble du pays.

## Système électoral

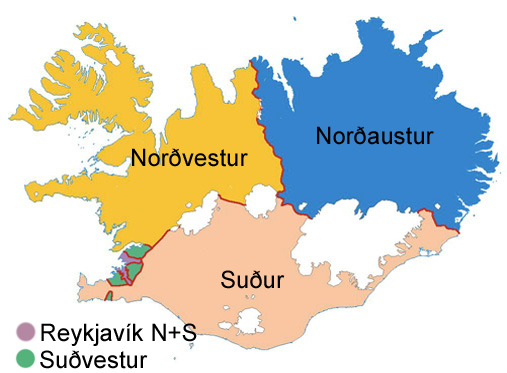
Les six circonscriptions électorales islandaises.

L'Althing actuel est constitué de soixante-trois membres, élus pour quatre ans au scrutin proportionnel plurinominal avec listes bloquées. Cinquante-quatre sièges sont pourvus dans six circonscriptions de neuf sièges chacune, répartis en fonction des résultats selon la règle D'Hondt. Les neuf sièges complémentaires sont attribués aux partis ayant dépassé le seuil d'au moins 5 % des voix selon leur pourcentage de voix au niveau national de manière à rapprocher le résultat en sièges de la répartition des suffrages. 
Les électeurs ont la possibilité de modifier les listes en changeant les numéros des candidats ou en rayant leur nom, mais ne peuvent y ajouter les candidats d'une autre liste.
L'Islande est divisée en six circonscriptions électorales dont les limites sont définies par la loi : Norðausturkjördæmi (Nord-Est), Norðvesturkjördæmi (Nord-Ouest), Reykjavíkurkjördæmi norður (Reykjavik Nord), Reykjavíkurkjördæmi suður (Reykjavik Sud), Suðurkjördæmi (Sud) et Suðvesturkjördæmi (Sud-Ouest).

## Fonctionnement

### Session parlementaire

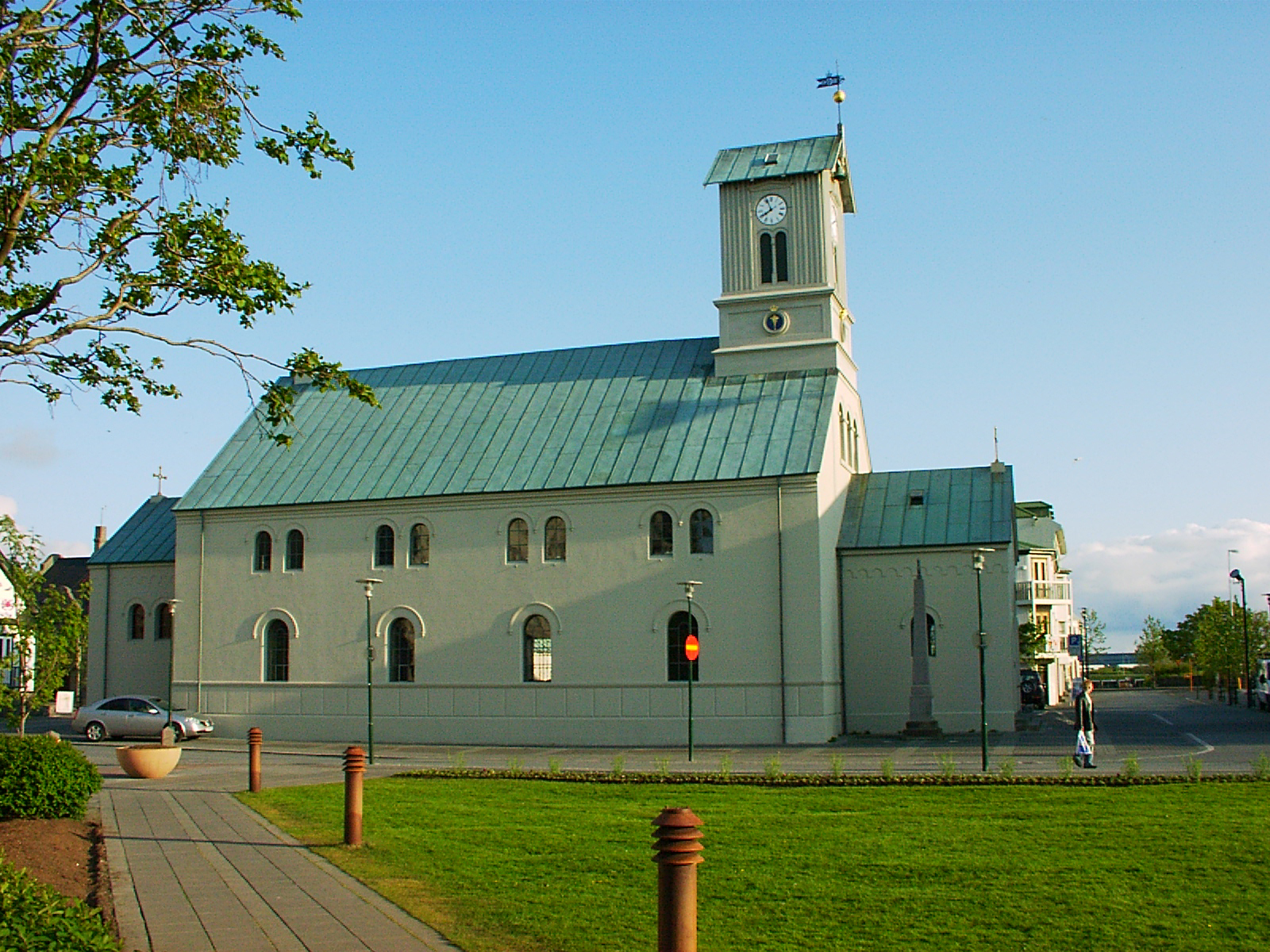
Cathédrale de Reykjavik.

La vie de l'Althing est organisée autour de sessions annuelles, qui débutent le 1er octobre et qui finissent à la même époque l'année suivante, même si, dans la pratique, la session parlementaire est ajournée en mai. Généralement, les membres de l'Alþing siègent quatre fois par semaine.
Selon une tradition qui dure depuis que le parlement moderne a été établi en 1845, chaque début de session parlementaire commence par une messe, suivie par les membres du parlement, à la cathédrale de Reykjavik. Ensuite, les membres du parlement se rendent à l'Alþingishúsið où le Président de l'Islande ouvre la session parlementaire. Avant la mise en place de la République moderne, c'était le représentant du Roi qui l'ouvrait. La réunion est présidée par le « Père » ou la « Mère » (le membre du parlement le plus âgé) jusqu'à ce que le Président de l'Althing soit élu.

### Composition

#### Administration
L'administration de l'Alþing assure un certain nombre de services pour les membres du parlement. Le Secrétaire général est à la tête de l'administration et il est responsable de l'application des décisions du Président du parlement, ainsi que du præsidium. Le Secrétaire Général est assisté par trois vice-Secrétaires généraux :
- le Vice-Secrétaire général délégué aux affaires étrangères et administratives est chargé de superviser les services du Président et est chargé de la coopération internationale, il s'occupe également de la documentation et des publications ;
- le Vice-Secrétaire général délégué aux affaires du Parlement contrôle les activités de l'administration apparentée aux activités du Parlement ;
- le Vice-Secrétaire général délégué aux finances et à la gestion dirige les services des finances, de la gestion et des ressources humaines.

Chaque Vice-Secrétaire général est à la tête d'un Bureau. Ces trois fonctions, en plus du Secrétaire général, constituent le comité exécutif de l'administration.

#### Participation de l'Althing aux organisations internationales
L'Althing participe à de nombreuses organisations internationales, notamment aux organisations inter-parlementaires.
Il existe huit délégations permanentes auprès :
- de l'Union interparlementaire ;
- de la Commission parlementaire de l'AELE ;
- de l'Assemblée parlementaire du Conseil de l'Europe ;
- de l'Assemblée parlementaire de l'OTAN ;
- du Conseil nordique ;
- du Conseil nordique de l'Ouest ;
- du Conseil de l'Arctique ;
- de l'Assemblée parlementaire de l'OSCE.

À chaque début de législature, des membres du parlement sont élus aux délégations. Trois à sept délégués sont élus, ainsi qu'un nombre égal de suppléants. La fonction de ces délégations varie selon la nature des organisations internationales.

#### Commissions parlementaires
Les projets de loi sont transmis aux commissions après la première lecture. Un projet peut être renvoyé devant une commission à tout moment.

##### Commissions parlementaires existantes
L'Alþing compte douze commissions parlementaires permanentes chargées respectivement :
- du budget ;
- de finances ;
- de l'éducation ;
- de l'environnement ;
- des pêches et de l'agriculture ;
- des affaires générales ;
- de l'industrie ;
- des affaires étrangères ;
- de la santé ;
- des affaires sociales et de la sécurité sociale ;
- du commerce ;
- des transports et de la communication.

En plus de ces douze commissions permanentes, une commission se réunit au moment des élections pour examiner l'élection des parlementaires et de leurs suppléants.
Toutes les commissions comptent douze membres, à l'exception de la commission du budget qui n'en compte que onze.

##### Travail des commissions
Le travail des commissions consiste à faire appel à des experts pour qu'ils donnent leur opinion sur la question qui se pose. Lorsque la commission a conclu sa discussion sur un projet de loi, elle rend un avis. Un membre de la commission peut rendre une opinion dissidente. Les commissions peuvent également prendre l'initiative et rendre des rapports à la chambre parlementaire.

##### Élection aux commissions
Les membres des commissions parlementaires sont élus par les parlementaires lors de la première réunion de l'Althing après une élection législative. Pour l'élection, les groupes parlementaires doivent parvenir à un accord. Généralement, deux listes sont soumises, une pour le Gouvernement, et une pour l'opposition. Si un parti politique n'a pas de membre élu à une commission, cette commission peut décider d'accepter un membre de ce parti qui aura le statut d'observateur. Au moment de sa constitution, chaque commission élit un président et un vice-président. Ces deux postes sont en principe occupés par des membres des partis composant le Gouvernement.
Les commissions se réunissent à une heure fixe, quatre matins par semaine lorsque l'Althing se réunit.

#### Groupes parlementaires
Les membres de chaque parti représentés à l'Althing se regroupent et désignent un député qui les représentera devant le président du parlement, des autres groupes politiques ou des autres membres du parlement. Les membres du groupe se répartissent les postes au sein des commissions parlementaires. En général, les groupes politiques se réunissent deux fois par semaine pendant les sessions parlementaires.

#### Composition actuelle de l'Althing
| Partis | Partis                      | Sièges | +/− |
| ------ | --------------------------- | ------ | --- |
|        | L'Alliance (S)              | 15     | 9   |
|        | Parti de l'indépendance (D) | 14     | 2   |
|        | Parti de la réforme (C)     | 11     | 6   |
|        | Parti du peuple (F)         | 10     | 4   |
|        | Parti du centre (M)         | 8      | 5   |
|        | Parti du progrès (B)        | 5      | 8   |